# Südafrikanische Fußballnationalmannschaft der Frauen/Weltmeisterschaften
Der Artikel beinhaltet eine ausführliche Darstellung der südafrikanischen Fußballnationalmannschaft der Frauen bei Weltmeisterschaften. Südafrika konnte sich 2018 erstmals für die WM-Endrunde 2019 qualifizieren und ist die sechste afrikanische Mannschaft, die an einer WM-Endrunde teilnahm. Sechsmal war Südafrika zuvor auf dem Weg zur WM gescheitert, je zweimal an Nigeria und Ghana, sowie je einmal an Äquatorialguinea und der Elfenbeinküste. Bei der ersten Teilnahme konnte Südafrika zwar im ersten Spiel gegen Spanien in Führung gehen, kassierte dann aber noch drei Gegentore, davon zwei durch Strafstöße. Da auch die beiden anderen Spiele verloren wurden, reihte sich Südafrika in die Gruppe der bisher sieglosen Mannschaften ein.

## Die Nationalmannschaft bei Weltmeisterschaften

### Übersicht
| Jahr | Gastgeberland         | Teilnahme bis …    | Gegner                      | Ergebnis | Trainer       | Bemerkungen und Besonderheiten |
| ---- | --------------------- | ------------------ | --------------------------- | -------- | ------------- | --- |
| 1991 | Volksrepublik China   | nicht zugelassen   |                             |          |               | von der FIFA suspendiert |
| 1995 | Schweden              | nicht qualifiziert |                             |          |               | Im Finale der Afrikameisterschaft 1995 an Nigeria gescheitert.                                                                    |
| 1999 | USA                   | nicht qualifiziert |                             |          |               | In der Gruppenphase der Afrikameisterschaft 1998 an Ghana und Kamerun gescheitert, das sich aber auch nicht qualifizieren konnte. |
| 2003 | USA                   | nicht qualifiziert |                             |          |               | Im Halbfinale der Afrikameisterschaft 2002 an Nigeria gescheitert.                                                                |
| 2007 | Volksrepublik China   | nicht qualifiziert |                             |          |               | Im Halbfinale der Afrikameisterschaft 2006 an Ghana gescheitert.                                                                  |
| 2011 | Deutschland           | nicht qualifiziert |                             |          |               | Im Halbfinale der Afrikameisterschaft 2010 an Äquatorialguinea gescheitert.                                                       |
| 2015 | Kanada                | nicht qualifiziert |                             |          |               | Im Spiel um Platz 3 der Afrikameisterschaft 2014 an der Elfenbeinküste gescheitert                                                |
| 2019 | Frankreich            | Vorrunde           | Spanien, China, Deutschland | 22.      | Desiree Ellis | Durch ein 2:0 gegen Mali im Halbfinale des Afrika-Cup der Frauen 2018 qualifiziert                                                |
| 2023 | Australien/Neuseeland | Achtelfinale       | Niederlande                 | 16.      | Desiree Ellis | Durch Erreichen des Halbfinales beim Afrika-Cup der Frauen 2022 direkt qualifiziert                                               |

### Statistik
(Angaben inkl. 2023: Neun Weltmeisterschaften; Prozentangaben sind auf eine Stelle nach dem Komma gerundet)
- nicht zugelassen: einmal (11,1 %; 1991)
- nicht qualifiziert: sechsmal (66,7 % bzw. 75 % der Versuche)
- qualifiziert: zweimal (11,1 %; 2019 und 2023)
  - Vorrunde: einmal (11,1 %; 2019)
  - Achtelfinale: einmal (11,1 %; 2023)

## Die Turniere

### WM 1991 in der Volksrepublik China
Erst 1992 wurde die Republik Südafrika infolge der schrittweisen Auflösung der Apartheid wieder in den internationalen Verband aufgenommen, an der ersten WM der Frauen konnte Südafrika daher nicht teilnehmen. Die Mannschaft bestritt erst 1993 ihr erstes Länderspiel. Aus Afrika nahm nur Nigeria teil, dass sich 1991 bei der ersten Afrikameisterschaft der Frauen den Titel holte.

### WM 1995 in Schweden
Vier Jahre später nahm Südafrika als eine von letztlich sechs Mannschaften an der Afrikameisterschaft teil und setzte sich im Viertelfinale mit 5:3 und 6:2 gegen Sambia durch. Im Halbfinale folgten ein 3:1-Heimsieg gegen Angola und ein 3:3 in Angola, wodurch das Finale gegen Titelverteidiger Nigeria erreicht wurde. Hier verlor Südafrika mit 1:4 und 1:7, so dass sich Nigeria erneut als einzige afrikanische Mannschaft qualifizierte. Dadurch konnte sich Südafrika auch nicht für das erste Fußballturnier der Frauen bei den Olympischen Spielen 1996 qualifizieren, da dort nur die acht besten Mannschaften der WM teilnehmen konnten.

### WM 1999 in den USA
Für die dritte Weltmeisterschaft, für die die Afrikaner nach der Aufstockung des Teilnehmerfeldes auf 16 Mannschaften einen weiteren Startplatz erhielten, hatte dann auch Südafrika wieder gemeldet. Für die als Qualifikation dienende Afrikameisterschaft 1998 musste sich Südafrika gegen Swasiland qualifizieren, was mit 9:0 und 6:0 problemlos gelang. Bei der nun in Turnierform in Nigeria ausgetragenen Meisterschaft verlor Südafrika zunächst gegen Ghana mit 0:4 und dann gegen Kamerun mit 2:3. Da das ebenfalls qualifizierte Mosambik zurückgezogen hatte, fand das letzte Gruppenspiel nicht statt und Südafrika schied als Gruppendritter aus.

### WM 2003 in den USA
Eigentlich sollte die WM 2003 wieder in der Volksrepublik China stattfinden. Wegen der SARS-Epidemie wurde das Turnier kurzfristig in die USA verlegt. Damit fand die Weltmeisterschaft zum zweiten Mal in den USA statt. Für die Fußball-Afrikameisterschaft der Frauen 2002, die wieder als WM-Qualifikation diente und die erneut in Nigeria stattfand, qualifizierte sich Südafrika durch ein 4:1 und ein 4:0 gegen Sambia. In der Gruppenphase traf Südafrika wie vier Jahre zuvor auf Kamerun, gewann aber diesmal mit 2:1. Im zweiten Spiel folgte ein 1:1 gegen Angola, mit einem 3:1 gegen Simbabwe wurde Südafrika Gruppensieger. Im Halbfinale wurde dann gegen Nigeria mit 0:5 verloren. Das für die WM-Qualifikation unbedeutende Spiel um Platz 3 gegen Kamerun wurde mit 0:3 ebenfalls verloren.

### WM 2007 in der Volksrepublik China
Vier Jahre später fand dann die WM doch zum zweiten Mal in der Volksrepublik China statt. Für die Fußball-Afrikameisterschaft der Frauen 2006, die wieder als Qualifikation diente und erneut in Nigeria stattfand – da Gabun als Gastgeber zurückzog, qualifizierte sich Südafrika durch zwei Siege (6:1 und 6:2) gegen Mosambik und zwei Siege gegen Tansania (4:0 und 3:0).
Die Gruppenphase begann mit einem 4:0 gegen Algerien, gegen Äquatorialguinea folgte dann ein 2:0 und ein 0:2 gegen Nigeria. Als Gruppenzweiter stand Südafrika damit im Halbfinale, verlor dies aber mit 0:1 gegen Ghana. Das für die WM-Qualifikation wieder unbedeutende Spiel um Platz 3 gegen Kamerun wurde mit 5:4 im Elfmeterschießen gewonnen, nachdem beide zuvor je zwei Tore erzielt hatten.

### WM 2011 in Deutschland
Für die WM in Deutschland qualifizierten sich die Südafrikanerinnen wieder nicht. Für die Fußball-Afrikameisterschaft der Frauen 2010 waren sie als Gastgeber automatisch qualifiziert. Im ersten Spiel gewannen sie mit 2:1 gegen Tansania, verloren mit dem gleichen Ergebnis dann aber gegen Nigeria. Durch ein 4:0 gegen Mali sicherten sie sich aber den zweiten Gruppenplatz und den Einzug ins Halbfinale. Dieses verloren sie mit 1:3 nach Verlängerung gegen Titelverteidiger Äquatorialguinea, der sich damit erstmals für die WM-Endrunde qualifizierte. Im weiterhin für WM-Qualifikation unbedeutenden Spiel um Platz 3 wurde Kamerun diesmal mit 2:0 bezwungen.

### WM 2015 in Kanada
Nachdem sich Südafrika für das Fußballturnier der Frauen bei den Olympischen Spielen 2012 qualifizieren konnte und sich dabei gegen Äthiopien durchgesetzt hatte, wollte sich die Mannschaft auch erstmals für eine WM-Endrunde qualifizieren.
Für die dritte WM in Nordamerika war die Zahl der Startplätze auf 24 erhöht und den Afrikanern nun drei Plätze zugestanden worden, wodurch nun auch die Bedeutung des Spiels um Platz 3 zugenommen hatte.
Für die Afrikameisterschaft 2014 qualifizierte sich Südafrika durch einen 13:0-Auswärtssieg gegen die Komoren, das dann zum Spiel in Südafrika nicht antrat.
In der Gruppenphase wurde zunächst mit 0:1 gegen Kamerun verloren, dann ein 1:1 gegen Ghana erreicht und mit einem 5:1 gegen Algerien als Gruppenzweiter aufgrund der besseren Tordifferenz vor Ghana das Halbfinale erreicht. Im Halbfinale wurde mit 1:2 gegen Rekordsieger Nigeria verloren und auch das Spiel um Platz 3 gegen die Elfenbeinküste wurde verloren (0:1). Damit wurde die WM-Endrunde verpasst, zu der erstmals die Elfenbeinküste fahren konnte, die dort aber die Vorrunde nicht überstand. Im Oktober 2015 konnte sich Südafrika aber erneut für die Olympischen Spiele qualifizieren.

### WM 2019 in Frankreich
Die Qualifikation für die dritte WM in Europa erfolgt für die afrikanischen Mannschaften über die Fußball-Afrikameisterschaft der Frauen 2018, die vom 17. November bis 1. Dezember 2018 in Ghana stattfindet. Qualifizieren können sich die drei besten Mannschaften des Turniers. In der Qualifikation für diese Meisterschaft musste Südafrika erst in der zweiten Runde eingreifen und traf dort auf Lesotho, das sich in der ersten Runde mit zwei Siegen gegen Eswatini (früher Swaziland) durchgesetzt hatte. Südafrika gewann beide Spiele (1:0 und 6:0) und qualifizierte sich damit für die Afrikameisterschaft. Dort konnte im ersten Spiel Rekordmeister Nigeria mit 1:0 besiegt werden. Anschließend fügten die Südafrikanerinnen durch einen 7:1-Sieg Äquatorialguinea die höchste Niederlage seiner Länderspielgeschichte zu. Ein abschließendes 1:1 gegen Sambia reichte, um als Gruppensieger das Halbfinale zu erreichen. Durch ein 2:0 gegen Mali wurde das Finale und erstmals die WM-Endrunde erreicht.
Die WM in Frankreich begann für die Südafrikanerinnen mit einer 1:3-Niederlage gegen Spanien. Dabei hatte Thembi Kgatlana den Neuling in der 25. Minute in Führung gebracht. Diese hielt bis zur 70. Minute, dann erhielten die Spanierinnen einen Strafstoß zugesprochen, den Jennifer Hermoso verwandeln konnte. 13 Minuten später erhielten die Spanierinnen nach Videobeweis einen weiteren Strafstoß und Nothando Vilakazi die Gelb-Rote Karte. Hermoso konnte auch diesen Strafstoß verwandeln. Als die Südafrikanerinnen danach auf den Ausgleich drängten, erhielten sie nach einem Konter das dritte Gegentor. Im zweiten Gruppenspiel gegen China hielten die Südafrikanerinnen bis zur 40. Minute das 0:0, kassierten dann das einzige Tor des Spiels. Damit hatten sie nur noch durch einen Sieg im letzten Spiel gegen Deutschland die Chance das Achtelfinale zu erreichen wenn es im Parallelspiel zwischen China und Spanien einen Sieger gab. Beides ging nicht in Erfüllung. Bereits in der 14. Minute kassierten die Südafrikanerinnen das erste Gegentor, dem noch zwei bis zur Halbzeitpause folgten. In der zweiten Halbzeit kamen die Südafrikanerinnen zwar etwas besser ins Spiel, kassierten aber noch ein weiteres Gegentor. Im Parallelspiel trennten sich die beiden Mannschaften torlos, so dass auch ein Sieg nicht zum Weiterkommen gereicht hätte.

### WM 2023 in Australien und Neuseeland
Die Qualifikation für die erste WM der Frauen in der südlichen Hemisphäre läuft wieder für die afrikanischen Mannschaften über den Afrika-Cup. In der Qualifikation traf Südafrika in der regionalen ersten Runde der Qualifikation auf Mosambik und konnte mit zwei Siegen (7:0 und 6:0) die zweite Runde erreichen. Dort war Algerien der Gegner, womit die beiden Mannschaften in dieser Runde die weiteste Entfernung zurücklegen mussten. Südafrika gewann das Heimspiel mit 2:0 und erreichte im Rückspiel ein 1:1. Beim Afrika-Cup in Marokko trifft Südafrika auf den gesetzten Gruppenkopf Nigeria sowie Burundi und Botswana, die sich beide erstmals für den Afrika-Cup qualifizieren konnten. Südafrika erreichte mit drei Siegen das Viertelfinale und konnte sich mit einem 1:0-Sieg gegen Tunesien für das Halbfinale und damit direkt für die WM-Endrunde qualifizieren. Im Halbfinale wurde Sambia mit 1:0 und im Finale Gastgeber Marokko mit 2:1 bezwungen, wodurch die Südafrikanerinnen erstmals Afrikameister wurden.
Bei der Auslosung am 22. Oktober 2022 wurde Südafrika der Gruppe mit Schweden, das als Gruppenkopf gesetzt war, Italien und Argentinien zugelost, gegen die bei Weltmeisterschaften noch nicht gespielt wurde. Gegen Italien und Argentinien ist es überhaupt das erste Spiel, gegen Schweden wurde bei den Olympischen Spielen 2012 und 2016 in der Vorrunde gespielt. Nach einer 1:2-Niederlage gegen Schweden nach 1:0-Führung durch ein Gegentor in der 90. Minute konnte gegen Argentinien mit einem 2:2 der erste WM-Punkt gewonnen werden, wobei die Südafrikanerinnen eine 2:0-Führung noch aus der Hand gaben. Gegen Italien gelang dann der erste Sieg in einem dramatischen WM-Spiel nach 0:1-Rückstand und 2:1-Führung durch ein Tor in der zweiten Minute der Nachspielzeit zum 3:2-Endstand. Damit zogen die Südafrikanerinnen ins Achtelfinale, wo sie auf die Niederlande treffen werden, gegen die in zuvor sieben Spielen immer verloren wurde und auch diesmal kein Sieg gelang.

## Spiele
| Alle WM-Spiele |            |          |             |                   |              |                                |
| Nr.            | Datum      | Ergebnis | Gegner      | Austragungsort    | Anlass       | Bemerkungen                    |
| 1              | 08.06.2019 | 1:3      | Spanien     | Le Havre (FRA)    | Vorrunde     | Erstes Spiel gegen Spanien     |
| 2              | 12.06.2019 | 0:1      | VR China    | Paris (FRA)       | Vorrunde     |                                |
| 3              | 17.06.2019 | 0:4      | Deutschland | Montpellier (FRA) | Vorrunde     | Erstes Spiel gegen Deutschland |
| 4              | 23.07.2023 | 1:2      | Schweden    | Wellington (NZL)  | Vorrunde     |                                |
| 5              | 28.07.2023 | 2:2      | Argentinien | Dunedin (NZL)     | Vorrunde     | Erstes Spiel gegen Argentinien |
| 6              | 02.08.2023 | 3:2      | Italien     | Wellington (NZL)  | Vorrunde     | Erstes Spiel gegen Italien     |
| 7              | 06.08.2023 | 0:2      | Niederlande | Sydney (AUS)      | Achtelfinale |                                |

Anmerkung: Die Niederlagen gegen Spanien und Deutschland sind die höchsten gegen diese beiden Länder, da es die ersten Spiele gegen sie waren.